# Arbeitnehmerkammer Luxemburg
Die Arbeitnehmerkammer Luxemburg (fr: Chambre des salariés, kurz CSL) ist als Arbeitskammer eine der fünf Berufskammern für das Großherzogtum Luxemburg. Sie vertritt die Interessen von rund 600.000 Beschäftigten im privatwirtschaftlichen Sektor.
Die CSL entstand 2008 aus der Fusion der Arbeiterkammer mit der Privatangestelltenkammer und hat den Status einer öffentlichen Einrichtung.

## Aufgaben
Die Aufgaben der CSL lassen sich wie folgt zusammenfassen:
- beratende Funktion durch die Erarbeitung von Stellungnahmen zu Entwürfen von Gesetzen oder großherzoglichen Verordnungen;
- repräsentative Funktion durch die Vertretung in den Konsultationsgremien des Staates;
- informative Funktion durch eine Reihe von Veröffentlichungen für die Arbeitnehmer und die Arbeitswelt;
- aus- und weiterbildende Funktion durch die Mitwirkung an der Gestaltung und Organisation der Berufsausbildung noch auszubildender bzw. bereits ins Berufsleben integrierter Arbeitnehmer;
- Entsendung von Arbeitnehmervertretern in die Einrichtungen der Sozialversicherung und
- Entsendung von Beisitzern an die Gerichte der Sozialgerichtsbarkeit.

## Historische Entwicklung
Mit dem Gesetz vom 4. April 1924 wurde erstmalig in Luxemburg ein Berufskammersystem eingerichtet und fünf Berufskammern gegründet.
Zu ihr gehörten damals auch die Arbeiterkammer und die Kammer der Privatangestellten. Nach dreiseitigen Gesprächen einigten sich die Regierung und die Sozialpartner im April 2006 darauf, den Status der Privatangestellten („employees privés“) mit dem der Arbeitnehmer („ouvrier“) zu vereinen und ein einheitliches Statut („statut unique“) zu schaffen.
Am 1. Januar 2009 erfolgte aufgrund des Gesetzes vom 13. Mai 2008 zur Einführung des Einheitsstatuts für Arbeitnehmer im Privatsektor eine Fusion der Chambre de travail mit der Chambre des employés privés, woraus die Chambre des salariés entstand.

## Mitgliedschaft
Arbeitnehmer und Rentner aus der Privatwirtschaft sind ebenso wie die Mitarbeiter des Eisenbahnunternehmens CFL – unabhängig von ihrer Nationalität oder ihrem Wohnsitzland – im Gegensatz zur Mitgliedschaft in einer Gewerkschaft – obligatorisch Mitglieder der CSL.

### Berufsgruppen
Die durch die CSL vertretenen Berufsgruppen sind:
1. Sektor Eisen- und Stahlindustrie
2. Sektor sonstige Industrien
3. Bausektor
4. Finanzdienstleistungssektor
5. Dienstleistungssektor
6. öffentliche Unternehmen
7. Sektor Gesundheit und Soziales
8. Sektor Eisenbahn
9. Rentner aus Branchen der zuvor genannten Sektoren

## Verwaltungsorgane
Das Plenum entscheidet über wichtige Angelegenheiten und arbeitet insbesondere die der Regierung zu unterbreitenden Stellungnahmen aus und ist damit das oberste Organ der CSL.
Das Plenum wählt aus seiner Mitte einen Vorstand, der das ausführende Organ der CSL darstellt und die laufenden Geschäfte führt.
Er setzt sich zusammen aus:
- dem Vorsitzenden,
- zwei stellvertretenden Vorsitzenden,
- zehn gewählten Beisitzern,
- dem Kassenwart,
- dem Vorsitzenden des Finanzausschusses,
- der Vorsitzenden des Ausschusses für Chancengleichheit
- und zwei kooptierten Mitgliedern

Vor der endgültigen Abstimmung des Plenums über die Gutachten zu Entwürfen von Gesetzen oder großherzoglichen Verordnungen werden diese Stellungnahmen vom zuständigen internen Ausschuss besprochen und ausgearbeitet.
Gegenwärtig gibt es die nachfolgend gelisteten internen Ausschüsse:
1. für Wirtschafts-, Steuer- und Haushaltspolitik
2. für Soziales, Sicherheit und Gesundheit am Arbeitsplatz und Umwelt
3. für europäische und interregionale Angelegenheiten
4. für Berufsausbildung und Weiterbildung
5. für Chancengleichheit
6. Finanzausschuß

Zur Wahrnehmung ihrer Aufgaben werden das Plenum und der Vorstand außerdem von einem ständigen Mitarbeiterstab unterstützt.
Präsident des Vorstands
- 2009–2019: Jean-Claude Reding
- seit Juni 2019: Nora Back

### Zusammensetzung des Plenums
Aus den 9 vertretenen Berufsgruppen wählen die Arbeitnehmer alle fünf Jahre insgesamt 60 Vertreter für das Plenum der CSL, in der Regel aus von den Gewerkschaften vorgeschlagenen Kandidatenlisten. Nach den letzten Sozialwahlen vom März 2019 setzt sich die Kammer (Ende der Amtszeit im Jahr 2024) wie folgt zusammen:
Sitzverteilung im PlenumInsgesamt 60 Sitze - OGB-L: 35 
- LCGB: 18 
- ALEBA : 4 
- FNCTTFEL: 2 
- SYPROLUX: 1 

## Referenzen
1. 1 2  Wer ist die CSL? Chambre des salariés (CSL), abgerufen am 9. April 2025.
2. ↑  LegiLux: Loi du 4 avril 1924, portant création de chambres professionnelles à base élective. Abgerufen am 17. Oktober 2023 (französisch).
3. ↑  Berufskammern. In: Portal der Regierung des Großherzogtums Luxemburg. 20. August 2024, abgerufen am 9. April 2025.
4. ↑  LegiLux: Loi du 13 mai 2008 portant introduction d'un statut unique pour les salariés du secteur privé. Abgerufen am 17. Oktober 2023 (französisch).